# رولاند سبراغ
رولاند سبراغ (بالألمانية: Roland Sprague)‏ هو مدرس ثانوي ورياضياتي ألماني، ولد في 11 يوليو 1894 في Unterliederbach ‏ في ألمانيا، وتوفي في 1 أغسطس 1967.